# Barent Fabritius
Barent (eller Bernard) Pieterszon Fabritius (døbt 16. november 1624 – begravet 20. oktober 1673) var en nederlandsk kunstmaler.
Fabritius var født i Middenbeemster, Noordholland som søn af Pieter Carelsz. Fabritius. Han og hans bror Carel Fabritius studerede sandsynligvis i Rembrandts værksted . Han malede både bibelske motiver (Abraham of de tre engle, Præsentationen i templet), mytologiske og historiske motiver og portrætter. Han døde i Amsterdam.